# نموذج العناصر المجمع

شكل لنموذج مجمع مصنوع من مصدر جهد ومقاوم.

يعمل نموذج العناصر المجمع (المعروف أيضًا باسم نموذج العامل المتغير المجمع  أو نموذج المكونات المجمع) على تبسيط وصف سلوك النظم الفيزيائية الموزعة مكانيًا في أي طوبولوجيا مكونة من كيانات منفصلة تقترب من سلوك النظام الموزع وفقًا لافتراضات معينة. وهو مفيد في النظم الكهربائية (بما في ذلك الإلكترونيات) والنظم متعددة العناصر الميكانيكية وانتقال الحرارة وعلم الصوت وما إلى ذلك.
من الناحية الرياضية، يقلل التبسيط من الفضاء الثابت للنظام إلى عدد محدد، كما يعمل على تقليل المعادلات التفاضلية الجزئية (PDEs) للوقت المستمر (الأبعاد اللانهائية) ونموذج مساحة النظام الفيزيائي إلى معادلات تفاضلية عادية (ODEs) مع عدد محدد من العوامل المتغيرة.

## أمثلة

### نموذج العناصر المجمع في النظم الكهربائية
يضع نموذج العناصر المجمع لـ الدوائر الكهربائية افتراضًا مبسطًا بأن خصائص الدائرة والمقاومة والسعة الكهربية والمحاثة التبادلية والكسب تتركز في المكونات الإلكترونية والمقاومات والمكثفات والمستحثات المثالية وغيرها حيث تكون مشتركة في شبكة أسلاك التوصيل الجيدة.
ويكون نموذج العناصر المجمع متاحًا كلما {\displaystyle L_{c}\ll \lambda }، حيث تشير {\displaystyle L_{c}} إلى طول الدائرة المميز ويشير {\displaystyle \lambda } إلى تأثير الطول الموجي للدائرة.
وبخلاف ذلك، فعندما يكون طول الدائرة موافقًا للطول الموجي، فيجب علينا دراسة المزيد من النماذج العامة، مثل نموذج العنصر الموزع (بما في ذلك خط النقل) والذي يوصف فيه السلوك الديناميكي من خلال معادلات ماكسويل. وهناك طريقة أخرى لعرض صلاحية نموذج العنصر المجمع وهي ملاحظة أن هذا النموذج يتجاهل الوقت النهائي الذي تستغرقه الإشارات للانتشار حول الدائرة. فكلما كان وقت الانتشار غير مؤثر في الاستعمال، أمكن استخدام نموذج العناصر المجمع. ويكون هذا هو الحال عندما يكون وقت الانتشار أقل بكثير من فترة الإشارة. ومع ذلك، فمع زيادة وقت الانتشار، سيكون هناك خطأ متزايد بين المرحلة الافتراضية والفعلية للإشارة والتي تؤدي بدورها إلى حدوث خطأ في السعة الافتراضية للإشارة. وتعتمد النقطة التي لم يكن يمكن استخدام نموذج العناصر المجمع بها على مدى الحاجة لمعرفة الإشارة بدقة في تطبيق معين.
تُظهر مكونات العالم الحقيقي الخصائص غير المثالية التي هي، في الواقع، عناصر موزعة ولكن يتم تمثيلها في معظم الأحيان من خلال التقريب من الدرجة الأولى للعناصر المجمعة. ومن ثم، لتفسير التسرب في المكثفات على سبيل المثال، يمكننا تصميم نموذج مكثف غير مثالي يتميز بـ مقاومة كهربائية مجمعة متصلة على التوازي، على الرغم من أن التسرب يتوزع في الواقع في جميع أجزاء العازل الكهربائي. وبالمثل فإن مقاومة السلك الملفوف تتميز بـ محاثة تبادلية هامة وتكون المقاومة موزعة بطول السلك ولكن يمكننا تصميم هذا النموذج باعتباره مستحثًا مجمعًا في سلسلة مع المقاومة المثالية.

### نموذج العناصر المجمع في النظم الميكانيكية
الافتراضات المبسطة في هذا المجال هي:
- جميع الأهداف هي أجسام صلبة؛
- تُجرى جميع التفاعلات بين الأجسام الصلبة في مقابل الأزواج الحركية (الأزواج) والنوابض والمثبطات.

### نموذج العناصر المجمع في علم الصوت
في هذا السياق، يعمل نموذج المكونات المجمع على توسيع المفاهيم الموزعة لنظرية علم الصوت التي تخضع للتقريب. بينما في نموذج المكونات المجمع لعلم الصوت، ربما تتقارب المكونات الفيزيائية المحددة مع الخصائص الصوتية مثل التصرف بصورة مماثلة لمعايير المكونات الإلكترونية أو التركيبات البسيطة للمكونات.
- ربما يتم تقريب تجويف الحائط الصلب على الهواء (أو سائل الانضغاط المشابهة) لتكون في صورة مكثف تتناسب قيمته مع حجم التجويف. وتعتمد صحة هذا التقريب على أن أقصر طول موجي محل اهتمام يكون أكبر (بكثير) من البُعد الأطول للتجويف.
- ربما يتم تقريب المنفذ المنعكس باعتباره المستحث الذي تتناسب قيمته مع الطول الفعال للمنفذ مقسومًا على مساحة المقطع العرضي. حيث يُعتبر الطول الفعال هو الطول الفعلي الإضافي للتصحيح النهائي. ويعتمد هذا التقريب على أن أقصر طول موجي محل اهتمام يكون أكبر من البُعد الأطول للمنفذ.
- يمكن تقريب أنواع محددة للمادة المثبطة باعتبارها مقاومًا كهربائيًا. حيث تعتمد هذه القيمة على خصائص وأبعاد المادة. ويعتمد التقارب على الأطوال الموجية الطويلة بالقدر الكافي وعلى خصائص المادة نفسها.
- إن وحدة محرك مكبر الصوت (وحدة محرك المجهار أو مضخم الصوت النموذجية) ربما يتم تقريبها كسلسلة متصلة من مصدر جهد معاوقة صفري ومقاوم ومكثف ومستحث. وتعتمد هذه القيم على مواصفات الوحدة والطول الموجي.